# A Study in Pink
"A Study in Pink" (português: "Um Estudo em Rosa" ou "A Mulher de Rosa") é o primeiro episódio da série de televisão Sherlock e a primeira transmissão aconteceu na BBC One e BBC HD em 25 de julho de 2010. Ele apresenta os personagens principais e resolve um mistério de assassinato. Ele é vagamente baseado no primeiro livro de Sherlock Holmes, "A Study in Scarlet".
O episódio foi escrito por Steven Moffat, que co-criou a série. Ele foi originalmente filmado como um piloto de 60 minutos para Sherlock, dirigido por Coky Giedroyc. No entanto, a BBC decidiu não transmitir o piloto, mas, encomendou uma série de três episódios de 90 minutos cada. A história foi reescrita, desta vez dirigido por Paul McGuigan. A British Board of Film Classification avaliou o piloto como um certificado de 12 (não recomendado para menores de 12 anos) para vídeo e exposição on-line, e é incluído como um recurso adicional no DVD lançado em 30 de agosto de 2010.[carece de fontes?]

## Enredo
John Watson (Martin Freeman), um médico no Exército ferido no Afeganistão, reúne Sherlock Holmes (Benedict Cumberbatch), que está à procura de um companheiro de apartamento para partilhar um apartamento na 221B Baker Street, de propriedade da proprietária Sra Hudson (Una Stubbs). A polícia, liderada pelo detetive inspetor Lestrade (Rupert Graves), têm sida confundido por uma série estranha de mortes, que só pode-se descrever como "suicídios em série". Sherlock olha para a cena do crime mais recente, de uma mulher chamada Jennifer Wilson, que estava vestida de rosa. Sherlock deduz Wilson era uma série de adúltero em um casamento infeliz. Ao contrário de outras vítimas, ela deixou um bilhete, arranhando "Rache" no chão. Sherlock ignora a sugestão do perito forense Anderson, que diz ele a palavra é alemão para "vingança" e reconhece a vítima morreu antes de terminar de escrever "Rachel". Sherlock encontra salpicos de lama em sua perna, jogado para cima pela roda de uma mala, e deduz que ela é de fora da cidade. A polícia não encontrou nenhuma mala com o corpo, mas Sherlock procura por ela mais tarde, encontrando abandonada nas proximidades. Enquanto isso, John recebe uma chamada em uma caixa de telefone e é levado para um armazém vazio, onde ele encontra um homem que afirma ser "arqui-inimigo" de Sherlock. Ele oferece-lhe dinheiro para espionar Sherlock, mas John se recusa. O homem também diz a John que, longe de sofrer de transtorno de estresse pós-traumático como seu terapeuta acredita que, na verdade ele perdeu a guerra.
Quando John retorna ao 221B, Sherlock pede-lhe para enviar uma mensagem de texto para o telefone e diz que ainda falta Wilson, esperando que o assassino faça uma jogada. Enquanto espera em um restaurante local, Sherlock percebe um táxi e dá início à perseguição, usando seu vasto conhecimento de ruas e becos de Londres, a supera-lo a pé. No entanto, quando eles finalmente param o táxi, o passageiro é um turista da América do Norte que acaba de chegar no Reino Unido: um álibi perfeito. Acreditando que Sherlock ocultou provas, Lestrade executa um busto de drogas como uma desculpa para procurar seu apartamento. Sherlock presume que "Rachel" era a senha de e-mail de Wilson, e a vítima jogou seu telefone sobre o assassino para que ele pudesse ser rastreado por GPS. Ao mesmo tempo, John encontra o sinal, está vindo do 221B, a senhora Hudson diz a Sherlock que um táxi está esperando por ele. Lá fora, o taxista (Phil Davis) confessa os assassinatos, mas proclama que ele simplesmente fala para suas vítimas e elas se matam. Ele desafia Sherlock para resolver seu quebra-cabeça, e, mais tarde, dentro de um edifício tranquilo, uma faculdade, o taxista pega dois frascos, cada um contendo um comprimido idêntico. Ele diz que uma das pílulas é inofensiva, a outro tem veneno; ele convida suas vítimas para escolherem uma, prometendo que vai engolir a outra – e ele simplesmente vai matá-las se elas se recusarem.
Sherlock logo deduz que o taxista é um pai distante que foi dito 3 anos antes, que ele estava morrendo. O taxista admite que um "fã" de Sherlock contatou ele e ofereceu-se para "patrocinar" o seu trabalho, pagando dinheiro para cada assassinato, para ser deixado aos filhos do taxista. Sherlock percebe que a arma é realmente um isqueiro e começa a sair. No entanto, o taxista desafia-o novamente para escolher uma pílula e ver se ele pode resolver o enigma. Enquanto isso, John traçou o sinal de GPS do telefone e seguiu Sherlock. Através de uma janela no edifício vizinho ele atira no taxista. Sherlock questiona o taxista morrendo sobre a identidade de seu "fã", o patrocinador do taxista, e, finalmente, sob coação, ele revela um nome: "Moriarty". A polícia chega e Sherlock começa deduzindo fatos sobre a identidade do atirador, antes de perceber que deve ser John e dizendo Lestrade a ignorar tudo o que ele disse. Sherlock e John deixam a cena e correm para o homem que havia sequestrado John anteriormente. Ele acaba por ser o irmão mais velho de Sherlock, Mycroft (Mark Gatiss); John agora entende que Mycroft tentou suborná-lo para fora de uma verdadeira preocupação para Sherlock. Mycroft então instrui sua secretária Anthea (Lisa McAllister) para aumentar o seu estado de vigilância.